# کهن‌الگو
کهن‌الگو یا سرنمون (انگلیسی: Archetype)، در حوزه‌های مربوط به رفتار، روان‌شناسی تاریخی و تحلیل ادبی ظاهر می‌شود. کهن‌الگو می‌تواند یکی از موارد زیر باشد:
1. یک بیانیه، الگوی رفتار، نمونه اولیه، شکل «اول»، یا یک مدل اصلی که سایر گزاره‌ها، الگوهای رفتاری و نسخه اشیاء، تقلید یا «ادغام» می‌شوند. مترادف‌های غیررسمی که اغلب برای این تعریف استفاده می‌شوند عبارتند از «نمونه استاندارد»، «نمونه پایه» و شکل طولانی‌تر «نمونه کهن‌الگو». کهن‌الگوهای ریاضی اغلب به‌عنوان «نمونه‌های متعارف» ظاهر می‌شوند.
2. مفهوم افلاطونی شکل خالص، که اعتقاد بر این است که ویژگی‌های اساسی یک چیز را در بر می‌گیرد.
3. یک ایده ناخودآگاه ارثی جمعی، یک الگوی فکری، تصویری و غیره که به‌طور جهانی در روان‌های فردی وجود دارد، مانند روان‌شناسی یونگ.
4. نماد یا موتیفی که دائماً تکرار می‌شود در ادبیات، نقاشی یا اساطیر. این تعریف به تکرار شخصیت‌ها یا ایده‌هایی با ویژگی‌های مشابه در موارد مختلف و به‌ظاهر نامرتبط در داستان‌سرایی کلاسیک، رسانه‌ها و غیره اشاره دارد. این استفاده از این اصطلاح هم از انسان‌شناسی تطبیقی و هم از نظریه کهن‌الگویی یونگ نشأت می‌گیرد.

کهن‌الگوها نیز تشابه بسیار نزدیکی به غرایز هستند، از این جهت که مدت‌ها قبل از ایجاد آگاهی، این صفات غیرشخصی و موروثی انسان است که رفتار انسان را نشان می‌دهد و محرک آن است. آنها همچنین حتی پس از درجاتی از آگاهی که بعداً ایجاد شد، بر احساسات و رفتار تأثیر می‌گذارند.
عین ثابت (اعیان ثابته) (به انگلیسی: archetype) عرفاً، ماهیت را «عین ثابت» گویند، چنان‌که گفته‌اند که: «الاعیان ثابتة ما شمت رایحه الوجود». و در احادیث، از ماهیّت به «طینت» تعبیر شده است.
مشائیان و اهل اشراق، وجود کلی طبیعی را، ماهیت (در اصطلاح فلاسفه) و عین ثابت (در اصطلاح عرفاً) تعبیر نموده‌اند
از توابع وجود انسان، عین ثابت انسان در عالم ذر است.
به‌طوری که بیان شد برای هر اسمی از اسماء الهی صورتی است در علم او که بنام ماهیت خوانده می‌شود و بمعنی عین ثابت هم نامند. دهر یا (فرا- زمان)، ساحت مابعد طبیعت همه موجودات مجرد است. قلمروی است که عقول بدون تغییر ابدی، در آن مأوی گزیده‌اند؛ و این عقول بر طبق مکاتب مختلف فکری و سنن مختلف فلسفی نامهای گونه‌گونی به خود می‌گیرند:
نظیر مثل (نزد افلاطون)، اعیان ثابته (نزد ابن عربی)، ارباب انواع (نزد شهاب‌الدین یحیی سهروردی)(مفرد ارباب انواع (رب‌النوع). عین ثابت به معنی نوع یا صنف یا چگونگی به نمونه عالی‌یی گفته می‌شود که کامل‌ترین صفات یک نوع در آن جمع آمده است؛ و مترادف مثال آمده است. مثال اعلا در اصطلاح افلاطون، نمونه یا مثالی است که اشیاء طبیعت، اشباح آن محسوب می‌شود.
عبد الرّحمن جامی، رباعی:
| اعیان، همه شیشه‌ای گوناگون بود    |  | که افتاد در آن، پرتو خورشید وجود  |
| هر شیشه که سرخ بود یا زرد و کبود |  | خورشید در آن به آنچه او بود، نمود |